# Deportivo Táchira BBC
Deportivo Táchira fue uno de los equipos de baloncesto venezolano con base en San Cristóbal, Estado Táchira que integran la Liga Profesional de Baloncesto de Venezuela (LPBV), jugaron de locales en el Gimnasio Arminio Gutiérrez Castro.
El equipo fue fundado en 2007 por los dueños del club de fútbol Deportivo Táchira, los primeros días de noviembre de ese año se dio a conocer que sería el noveno equipo de la liga y el primero de su expansión, el otro equipo debutante de la liga fue Gigantes de Guayana.
El director técnico fue Carlos Gil y debutaron como locales en el Gimnasio Arminio Gutiérrez de San Cristóbal frente a Gatos de Monagas el 8 de marzo de 2008. A inicios de enero de 2009 se anuncia la mudanza de la franquicia a La Guaira, Estado Vargas, debido a la baja receptividad del equipo en el Táchira, el equipo se renombró como La Guaira BBC.